# Peter Armbruster
Peter Armbruster (Dachau, 25 de julho de 1931) é um físico alemão.
Peter Armbruster nasceu em Dachau, em 25 de julho de 1931. Trabalha no Centro Helmholtz de Pesquisas sobre Íons Pesados - GSI, Alemanha.
Foi o primeiro a sintetizar oficialmente núcleos atômicos dos elementos químicos de número atômico 110 (darmstádio), 111 (roentgênio), 112 (copernício), 114 (fleróvio) e 116 (livermório).